# ステッピー
ステッピー（すてっぴー）は社交ダンスのゆるキャラである。

## 概要
2014年、社交ダンスの普及を目的に大西大輔によって考案されたツバメをモチーフにしたゆるキャラである。
着ぐるみは社交ダンスの衣装メーカーであるタカダンスファッションが制作。社交ダンスのゆるキャラということで着ぐるみは動きやすさ(踊りやすさ)を重視して制作されている。所属はCCJ(The Competitors Commission of Japan)。
ステッピーという名前はJBDF日本ボールルームダンス連盟東部総局プロフェッショナル選手会内の公募で選ばれた。
デビューは2014年6月、同選手会主催のダンスイベン「Dance With Me!! in Colton Plaza」。
社交ダンスを踊る際の正装、燕尾服から「ダンス好きのツバメ」という設定だが、ペンギンとよく間違われる。

## プロフィール

### ステッピー
- 性別 - 男

日本武道館の軒下に彼の巣があり、武道館で燕尾服を着て踊っている人間を見ているうちに自分も踊りたくなった。社交ダンスと音楽が大好きでどこにでも飛んでいって踊る。

## メディア出演
- テレビ埼玉ボールルームスターズ「ステッピーが行く」
- テレビ埼玉ボールルームスターズ「ももいろクローバーZスペシャル」
- 月刊ダンスファン（白夜書房）「ステッピーファンページ」
- BSジャパン「社交ダンスの魅力をあなたに！！」

## 参加イベント
- JBDF日本ボールルームダンス連盟東部総局プロフェッショナル選手会「Dance With Me!! in Colton Plaza」「ダンスフェスティバル」
- CCJ「Dance With Me!!」
- JBDF日本ボールルームダンス連盟「スーパージャパンカップ」「日本インターナショナルダンス選手権」「JBDF選手権」
- JDC「アジアオープン」
- JCF「ギャラクシーマスターズ」
- TANKS「ダンスガラ」
- 乃木坂46市來玲奈卒業セレモニー